# 하지왕
하지왕(荷知王)은 가야의 국왕이었다. 남제에 사신을 보내 조공을 바치고는 보국장군(輔國將軍), 본국왕(本國王)의 관작을 하사받았다.

## 미궁의 왕

### 금관가야의 왕이라는 설
조선후기 실학자 정약용은 하지왕을 금관가야 수로왕의 후손으로 비정했는데 금관가야의 왕들 중 6대 좌지왕(坐知王), 8대 질지왕(銍知王), 9대 겸지왕(鉗知王) 등과 같이 지(知)자가 들어간 이름을 사용하는 왕들이 등장한다는 점에 주목하여 하지왕은 이 3명의 왕들 중 한 사람일 것이라고 추정했다.
시간이 흘러 일제강점기 사학자 중 일부도 하지왕을 금관국의 왕으로 비정했는데 이마니시 류는 일본어의 발음상 겸(鉗: ゲノ)과 하(荷: ゲ)의 발음이 유사하기 때문 9대 겸지왕과 동일인물로 파악했다. 하지만 겸지왕의 재위기간이 남제서의 기록과 맞지 않는 문제가 생기자 가락국기의 연대가 잘못된 것이라 주장했다. 그러자 무라카미 요시오는 재위기간이 맞는 제8대 질지왕이라며 주장했다.
현대에 들어서 금관국의 활발한 해상교역 능력을 강조하면서 하지왕을 금관국의 왕으로 비정하기도 한다.

### 대가야의 왕이라는 설
가락국기에 보이는 금관가야 역대 왕명에 하지와 동일한 것이 없으며, 당시 백제가 남제와 통교하고 있었으므로 고령 지역에 위치한 가야 세력이 백제의 사신을 따라 남제와 통교한 것으로 파악했다. 가야제국에 속한 나라들 중에서 대외적으로 "가라"를 칭할만한 강성한 세력으로 고고학적으로 볼 때에 5세기 후반 대에 가장 왕성한 세력을 이루었던 대가야를 가야제국을 대표해서 중국과 집적 통교할만한 위상을 갖춘 나라라고 보았으며, 또한 하지왕의 정체를 대가야의 가실왕으로 파악하였다.